# 大前孝治
大前 孝治（おおまえ こうじ、1937年1月2日 - ）は、日本の実業家。城北信用金庫名誉会長（元理事長）、一般社団法人全国信用金庫協会名誉会長、株式会社しんきんカード会長。

## 人物・経歴
1937年1月2日生まれ。1959年3月、立教大学経済学部経済学科卒業。
1982年、王子信用金庫（現・城北信用金庫）理事長。
2002年6月、信金中央金庫理事。
2004年1月、王子信用金庫が荒川信用金庫・日興信用金庫・太陽信用金庫と合併し、城北信用金庫が発足。同金庫の理事長に就任。
2006年6月、信金中央金庫会長、一般社団法人全国信用金庫協会会長。
2015年6月、城北信用金庫会長。
2016年6月、一般社団法人全国信用金庫協会名誉会長。
2022年6月、城北信用金庫名誉会長。